# Meczet Ethema Beja w Tiranie
Meczet Ethema Beja (alb. Xhamia e Haxhi Et'hem Beut) – meczet znajdujący się w Tiranie, stolicy Albanii na Placu Skanderbega.

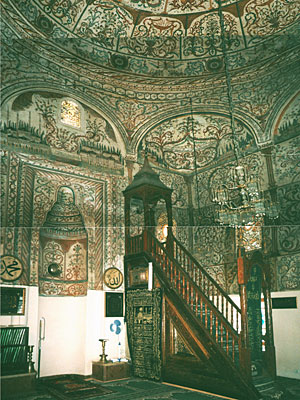
Wnętrze meczetu

Budowa meczetu rozpoczęła się w 1789 roku z inicjatywy Mollego Beja. Został ukończony w 1823 roku przez jego syna, Hadżi Ethema Beja. Był jedynym czynnym meczetem w kraju w czasach Envera Hodży, ale nie dla Albańczyków, mogli do niego wchodzić tylko obcokrajowcy. Ponownie otwarty dla wszystkich w 1991 roku. Jego wnętrze zdobią bogate freski i sztukaterie. W 1948 roku meczet został wpisany na listę religijnych zabytków kulturowych Albanii; jest zabytkiem I kategorii.